# Komosowate
Komosowate (Chenopodiaceae Vent.) – takson w randze rodziny wyróżniany w dawniejszych systemach (np. system Cronquista z 1981, system Reveala z 1993), obecnie raczej jako grupa o niepewnym monofiletyzmie, włączana do szarłatowatych (Amaranthaceae). Należą tu rośliny zielne klasyfikowane do ok. 1,5 tys. gatunków.

## Morfologia
LiścieUlistnienie skrętoległe.
KwiatyWiatropylne, zredukowane, drobne i niepozorne, zielonkawe lub białawe. Zebrane w kwiatostany. Kwiaty i owoce zrastają się po kilka razem tworząc tzw. kłębki.
OwoceOrzeszki lub torebki.

## Ekologia
Przedstawiciele tej rodziny rosną zazwyczaj w miejscach obfitujących w substancje odżywcze, suchych i przeważnie zasolonych (halofity). Występują najczęściej w regionach pustynnych.

## Systematyka
Pozycja systematyczna według APweb (aktualizowany system APG IV z 2016)
Grupa włączana do rodziny szarłatowatych (Amaranthaceae), która przedstawiana jest jako grupa siostrzana dla Achatocarpaceae i goździkowatych Caryophyllaceae, z którymi znajduje się w politomii. Tworzy wraz z nimi i z szeregiem innych rodzin rząd goździkowców w obrębie dwuliściennych właściwych.
Podział według GRIN
Podrodzina Betoideae:
- plemię Beteae
  - Beta L. – burak
- plemię Hablitzieae
  - Aphanisma Nutt. ex Moq.
  - Hablitzia M. Bieb.
  - Oreobliton Durieu
  - Patellifolia A.J. Scott et al.

Podrodzina Chenopodioideae
- plemię Anserineae
  - Blitum L.
  - Micromonolepis Ulbr.
  - Spinacia L. – szpinak
- plemię Axyrideae
  - Axyris L. – aksyrys
  - Ceratocarpus L.
  - Krascheninnikovia Gueldenst.
- plemię Chenopodieae
  - Archiatriplex G. L. Chu
  - Atriplex L.  – łoboda
  - Baolia H. W. Kung & G. L. Chu 
  - Chenopodiastrum S. Fuentes et al. 
  - Chenopodium L.  – komosa
  - Exomis Fenzl ex Moq.
  - Extriplex E. H. Zacharias
  - Grayia Hook. & Arn.
  - Halimione Aellen – obione
  - Holmbergia Hicken
  - Lipandra Moq.
  - Manochlamys Aellen
  - Microgynoecium Hook. f.
  - Oxybasis Kar. & Kir.
  - Proatriplex (W. A. Weber) Stutz & G. L. Chu
  - Stutzia E. H. Zacharias

- plemię Dysphanieae
  - Cycloloma Moq.
  - Dysphania R. Br.
  - Suckleya A. Gray
  - Teloxys Moq.

Podrodzina Corispermoideae
- Agriophyllum M. Bieb.
- Anthochlamys Fenzl
- Corispermum L. – wrzosowiec

Podrodzina Polycnemoideae
- Hemichroa R.Br.
- Nitrophila S. Watson
- Polycnemum L. – chrząstkowiec

Podrodzina Salicornioideae
- plemię Halopeplideae
  - Halopeplis Bunge ex Ung.-Sternb.
  - Kalidium Moq.

- plemię Salicornieae
  - Allenrolfea Kuntze
  - Arthrocnemum Moq.
  - Halocnemum M. Bieb.
  - Halostachys C. A. Mey. ex Schrenk
  - Heterostachys Ung.-Sternb.
  - Microcnemum Ung.-Sternb.
  - Salicornia L. – soliród
  - Sarcocornia A. J. Scott
  - Tecticornia Hook. f.

Podrodzina Salsoloideae
- plemię Camphorosmeae
  - Bassia All.
  - Camphorosma Sauvages
  - Chenolea Thunb.
  - Eokochia Freitag & G. Kadereit
  - Grubovia Freitag & G. Kadereit
  - Neokochia (Ulbr.) G. L. Chu & S. C. Sand.
  - Sedobassia Freitag & G. Kadereit
  - Spirobassia Freitag & G. Kadereit

- plemię Salsoleae

- - Agathophora (Fenzl) Bunge 
  - Anabasis L. 
  - Arthrophytum Schrenk 
  - Climacoptera Botsch. 
  - Cornulaca Delile 
  - Cyathobasis Aellen 
  - Fadenia Aellen & C. C. Towns. 
  - Fredolia (Coss. & Durieu ex Bunge) Ulbr. 
  - Gamanthus Bunge 
  - Girgensohnia Bunge 
  - Halanthium K. Koch 
  - Halarchon Bunge 
  - Halimocnemis C. A. Mey. 
  - Halocharis Moq. 
  - Halogeton C. A. Mey. ex Ledeb. 
  - Halothamnus Jaub. & Spach 
  - Haloxylon Bunge  – saksauł
  - Horaninovia Fisch. & C. A. Mey. 
  - Iljinia Korovin 
  - Lagenantha Chiov. 
  - Nanophyton Less. 
  - Noaea Moq. 
  - Nucularia Batt. 
  - Ofaiston Raf. 
  - Petrosimonia Bunge 
  - Piptoptera Bunge 
  - Rhaphidophyton Iljin 
  - Salsola L.  – solanka
  - Seidlitzia Bunge ex Boiss. 
  - Sevada Moq. 
  - Sympegma Bunge 
  - Traganopsis Maire & Wilczek 
  - Traganum Delile

Plemię Sclerolaeneae

- - Didymanthus Endl.
  - Dissocarpus F. Muell.
  - Enchylaena R. Br.
  - Eremophea Paul G. Wilson
  - Eriochiton (R. H. Anderson) A. J. Scott
  - Maireana Moq.
  - Malacocera R. H. Anderson
  - Neobassia A. J. Scott
  - Osteocarpum F. Muell.
  - Roycea C. A. Gardner
  - Sclerochlamys F. Muell.
  - Sclerolaena R. Br.
  - Stelligera A. J. Scott
  - Threlkeldia R. Br.

Podrodzina Suaedoideae
- plemię Biernertieae
  - Bienertia Bunge ex Boiss.

- plemię Suaedeae
  - Suaeda Forssk. ex J.F. Gmel. – sodówka